# Hypoplectrus chlorurus
Hypoplectrus chlorurus, thường được gọi là cá mú đuôi vàng, là một loài cá biển thuộc chi Hypoplectrus trong họ Cá mú. Loài này được mô tả lần đầu tiên vào năm 1828.

## Phân bố và môi trường sống
H. chlorurus có phạm vi phân bố ở Tây Bắc Đại Tây Dương. Ở vịnh Mexico, loài cá này được tìm thấy từ vịnh Mexico, Florida Keys và từ Veracruz dọc theo phía bắc Yucatan đến tây bắc Cuba. Ở biển Caribe, từ Cuba, đảo Grand Cayman, phía bắc Hispaniola, tây nam Cộng hòa Dominica, băng qua Tiểu Antilles đến Tobago, và dọc theo bờ biển Trung và Nam Mỹ, trải dài từ Quintana Roo đến Honduras và các hòn đảo ngoài khơi Venezuela. H. chlorurus sống xung quanh các rạn san hô gần bờ, được thu thập ở độ sâu khoảng từ 3 đến 23 m.

## Mô tả
Mẫu vật có chiều dài cơ thể lớn nhất ở H. chlorurus với kích thước được ghi nhận là 13 cm. Cơ thể và đầu có màu nâu sẫm đến màu xanh đen. Các vây tiệp màu với thân, ngoại trừ đuôi màu vàng tươi. Vây ngực đôi khi có màu vàng.
Số gai ở vây lưng: 10; Số tia vây mềm ở vây lưng: 14 - 17; Số gai ở vây hậu môn: 3; Số tia vây mềm ở vây hậu môn: 7; Số gai ở vây bụng: 1; Số tia vây mềm ở vây bụng: 5; Số tia vây mềm ở vây ngực: 13; Số vảy đường bên: 48 - 53; Số lược mang: 17 - 23.
Thức ăn của H. chlorurus là các loài động vật giáp xác và cá.